# Sobradiel
Sobradiel es un municipio español de la provincia de Zaragoza, comunidad autónoma de Aragón.

## Demografía
Sobradiel cuenta con una población de 1127 habitantes (INE 2024).
| Gráfica de evolución demográfica de Sobradiel entre 1842 y 2021                                                     |
| |
| Población de derecho según los censos de población del INE Población de hecho según los censos de población del INE |

## Administración y política
| Período   | Alcalde                           | Partido      |  |
| --------- | --------------------------------- | ------------ |  |
| 1979-1983 | José María Pérez Lisón            | Ind.         |  |
| 1983-1987 | Antonio García Buil               | PAR          |  |
| 1987-1991 | Antonio García Buil               | PAR          |  |
| 1991-1995 | Antonio García Buil               | PAR          |  |
| 1995-1999 | Antonio García Buil               | PAR          |  |
| 1999-2003 | Antonio García Buil               | PAR          |  |
| 2003-2007 | Antonio García Buil               | PAR          |  |
| 2007-2011 | Jaime Izaguerri Aznar             | PAR          |  |
| 2011-2015 | Jaime Izaguerri Aznar             | PAR          |  |
| 2015-2019 | Francisco José Izaguerri Ezquerra | PP de Aragón |  |
| 2019-2023 | Alfredo Marin Ruiz                | PAR          |  |

| Partido político    | Partido político                                   | 2003   | 2007   | 2011   | 2015   | 2019   |
| Partido político    | Partido político                                   | Ediles | Ediles | Ediles | Ediles | Ediles |
|                     | Partido Popular de Aragón (PP)                     | —      | —      | —      | 4      | 2      |
|                     | Partido Aragonés (PAR)                             | 4      | 5      | 6      | 3      | 4      |
|                     | Partido de los Socialistas de Aragón (PSOE-Aragón) | —      | 2      | 1      | 2      | 3      |
|                     | Independientes                                     | 3      | —      | —      | —      | —      |
| Total de concejales | Total de concejales                                | 7      | 7      | 7      | 9      | 9      |

## Patrimonio
- Torre de Candespina
- Iglesia de Santiago Apóstol